# Fool For Love (canção)
"Fool For Love" é uma canção da cantora norte-irlandesa Nadine Coyle. A música foi lançada em 17 de maio de 2019 através da Xenomania UK. A canção foi escrita por Ben Taylor, Brian Higgins, Carla Marie Williams, Flisson, MNEK, Grace Medford e Keir MacCulloch. "Fool For Love" foi produzido por Higgins e sua produtora Xenomania.